# 松前昌廣
松前昌廣（日语：〔〕／ Matsumae Masahiro，1825年10月9日—1853年9月10日），日本江戶時代末期大名，松前藩第11代藩主。
松前昌廣是松前見廣的次子，也是第10代藩主松前良廣的弟弟。1839年（天保10年）被確立為良廣的養嗣子，同年良廣去世後繼承家督之位。
當時因藩主一個個早逝，由松前內藏（松前廣純）獨掌藩政。昌廣在義父松平乘全的全力支持下，於是1842年（天保13年）削去松前內藏的一半家祿，勒令其在江戶蟄居。此後任用儒學學者山田三川進行藩政改革。1844年（天保15年），以節儉、肅清風紀、禁止奢侈等為中心的改革開始進行。不過昌廣因罹患精神疾病而在江戶藩邸養生，藩政實際上掌握在山田三川和松前廣茂手中。
1847年（弘化4年），昌廣的精神病病情惡化，日日沉迷酒色。1849年（嘉永2年）讓位給養子崇廣並隱居，此後在位於福山城東北的北殿度過餘生，直到1853年（嘉永6年）去世。